# Neogyna gardneriana
Neogyna gardneriana är en orkidéart som först beskrevs av John Lindley, och fick sitt nu gällande namn av Heinrich Gustav Reichenbach. Neogyna gardneriana ingår i släktet Neogyna och familjen orkidéer. Inga underarter finns listade i Catalogue of Life.